# Плотников Олексій Тихонович
Олексій Тихонович Плотников (2 лютого 1918, Хлевне — 31 березня 1984, Харків) — український радянський художник театру і педагог; член Харківської організації Спілки радянських художників України з 1960 року.

## Біографія
Народився 2 лютого 1918 року в селі Хлевному (нині Липецька область, Україна). Протягом 1937—1940 років навчався в Пензенському художньому училищі; у 1945—1951 роках — у Харківському художньому інституті. Був учнем Дмитра Овчаренка, Бориса Косарєва, Дмитра Шавикіна, Олександра Хвостенко-Хвостова.
З 1951 року викладав у Харківському художньому училищі. Серед учнів Микола Майко. Мешкав у Харкові в будинку на вулиці Отакара Яроша, № 21А, квартира № 5. Помер у Харкові 31 березня 1984 року.

## Творчість
Працював у галузі театрально-декораційного мистецтва. Оформив вистави:
Харківський будинок культури «Металіст»
- «Чортів млин» Ісидора Штока (1955); «Чорний змій» Василя Минка (1956—1957);

Харківський обласний драматичний театр
- «Хатина дядька Тома» Олександри Бруштейн (1958).

Створив ескізи (не здійснені) до:
- опери «Тихий Дон» Івана Дзержинського (1960);
- п'єси «Оптимістична трагедія» Всеволода Вишневського (1961).

Брав участь у республіканських виставках з 1951 року, всесоюзних — з 1953 року.